# Omaloplia granulipennis
Omaloplia granulipennis är en skalbaggsart som beskrevs av Leon Fairmaire 1897. Omaloplia granulipennis ingår i släktet Omaloplia och familjen Melolonthidae.
Artens utbredningsområde är Madagaskar. Inga underarter finns listade i Catalogue of Life.